# Freycinetia concinna
Freycinetia concinna är en enhjärtbladig växtart som beskrevs av Ugolino Martelli. Freycinetia concinna ingår i släktet Freycinetia och familjen Pandanaceae. Inga underarter finns listade.